# 기도 로드리게스
기도 로드리게스(스페인어: Guido Rodríguez, 1994년 4월 12일~)는 아르헨티나의 축구 선수로 포지션은 미드필더이다. 현재 프리미어리그 웨스트햄 유나이티드에서 뛰고 있다.